# Caspar von Zumbusch
Caspar von Zumbusch (olykor Kaspar von Zumbusch; Herzebrock, 1830. november 23. – Rimsting bei Prien, 1915. szeptember 27.) német szobrászművész, tanár, a  német akadémikus emlékműszobrászat jeles képviselője.

## Életpályája
Észak-Rajna-Vesztfália tartományban született. 18 éves korában nem vették fel a müncheni művészeti akadémiára, ezért azután a müncheni műegyetemen tanult szobrászatot Johann von Halbignál. 1857-58-ban Rómában járt tanulmányúton, ahol az antik művészettel ismerkedett. Münchenbe visszatérve elkészítette Richard Wagner emlékművét és a Wagner operák számos alakját is szoborba öntötte. Szobrot állított Rumford grófnak, Freisingi Ottó történetírónak és püspöknek, legsikeresebb müncheni alkotása II. Miksa bajor király emlékműve, amelyet bronzból készített 1866–1872 között.
1873-ban meghívták a bécsi akadémiára tanítani. Az emlékműszobrászat mestertanára lett. Bécsben is számos köztéri emlékművet alkotott, 1880-ban a Beethoven-emlékművet, 1887-ben a monumentális Mária Terézia emlékművet, melynek megvalósítása 15 éven keresztül tartott. A szobor építészeti kivitelezője Carl von Hasenauer (1833–1894). A szobor ünnepélyes leleplezésére 1888. május 13-án került sor. Kaspar von Zumbusch lett az ünnepelt szobrász, I. Ferenc József császár a Ferenc József-rend keresztjével tüntette ki.
Mária Terézia szobrát 24 darab, részben szabadon, részben reliefben mintázott portré veszi körül, az államférfiak portréi közt szerepel Grassalkovich Antal gróf magyar államférfi, a tudósok közt pedig  Pray György (1723–1801) magyar történetíró. A Mária-Terézia szobor ma is Közép-Európa legmonumentálisabb köztéri emlékműve. Méretei, anyagai is lenyűgözőek: az emlékmű 632 m²-en terül el, 19,36 méter magas. Legfelül az uralkodónő ülő szobra 6 méter magas (jóval meghaladja a háromszoros életnagyságot). Az alap mathauseni gránitból, a talapzat cseh barna szarufényes gránitból, az oszlopok dél-tiroli kígyókőből készültek. A szobrokat bronzba öntötték, amelyeknek az összsúlya 44 tonna. Zumbusch utolsó nevezetes bécsi szobra Albert herceg lovas szobra, amely a bécsi Albertina múzeum előtt áll. A síremlékek készítésének is jeles mestere volt.
71 éves korában, 1901-ben bajor földre vonult vissza, 85 éves korában ott érte a halál.

## Ismertebb tanítványai
- Számos tanítványt nevelt, köztük a magyar Horvay Jánost, Róna Józsefet és Strobl Alajost.
- A leghíresebb tanítványa Alfonso Canciani (1863–1955) volt.
- Zumbusch egyik gyermeke, Ludwig von Zumbusch (1861–1927) is szobrász lett.

## Galéria

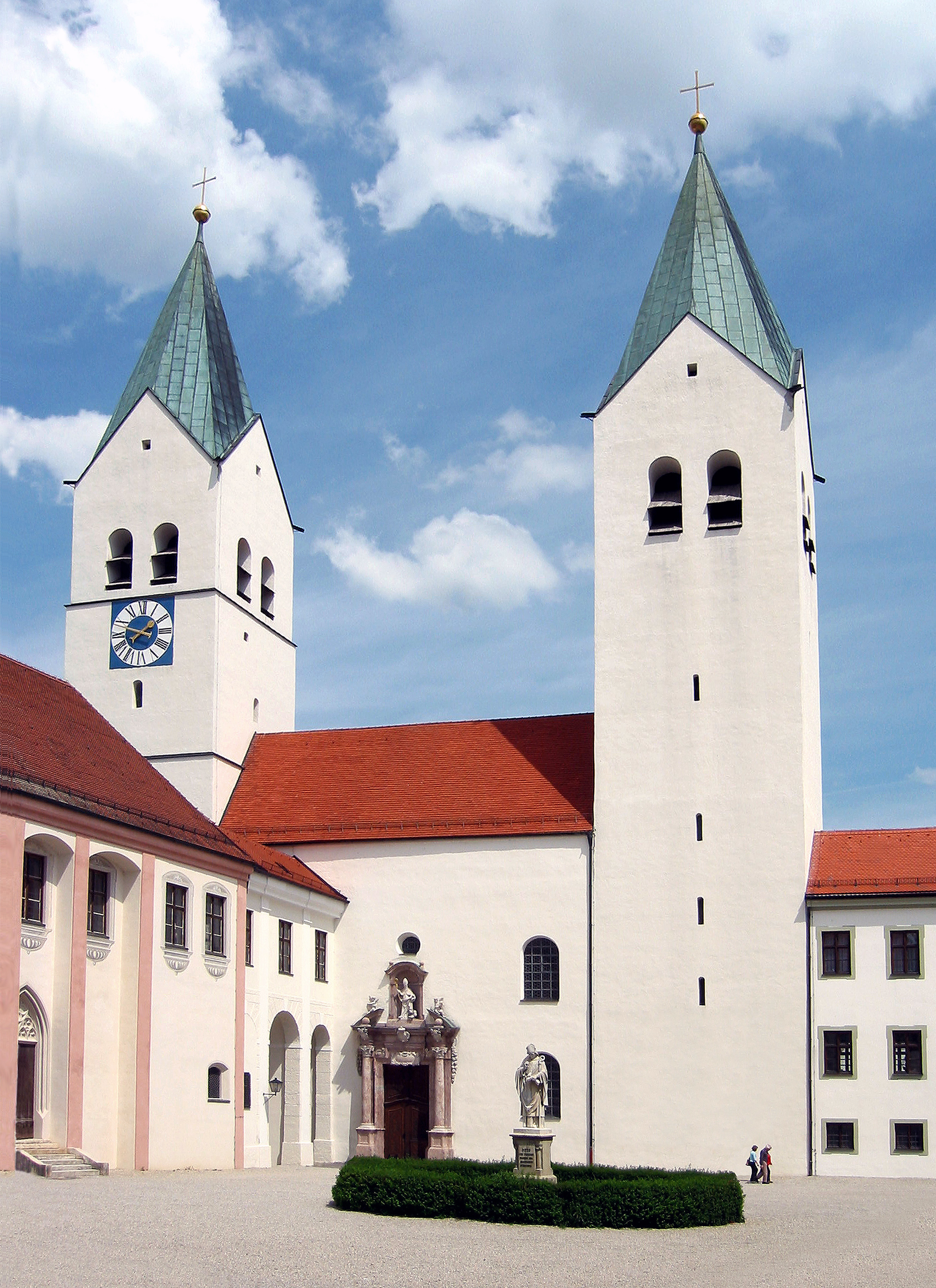
Freisingi Otto emlékműve a freisingeri dómnál
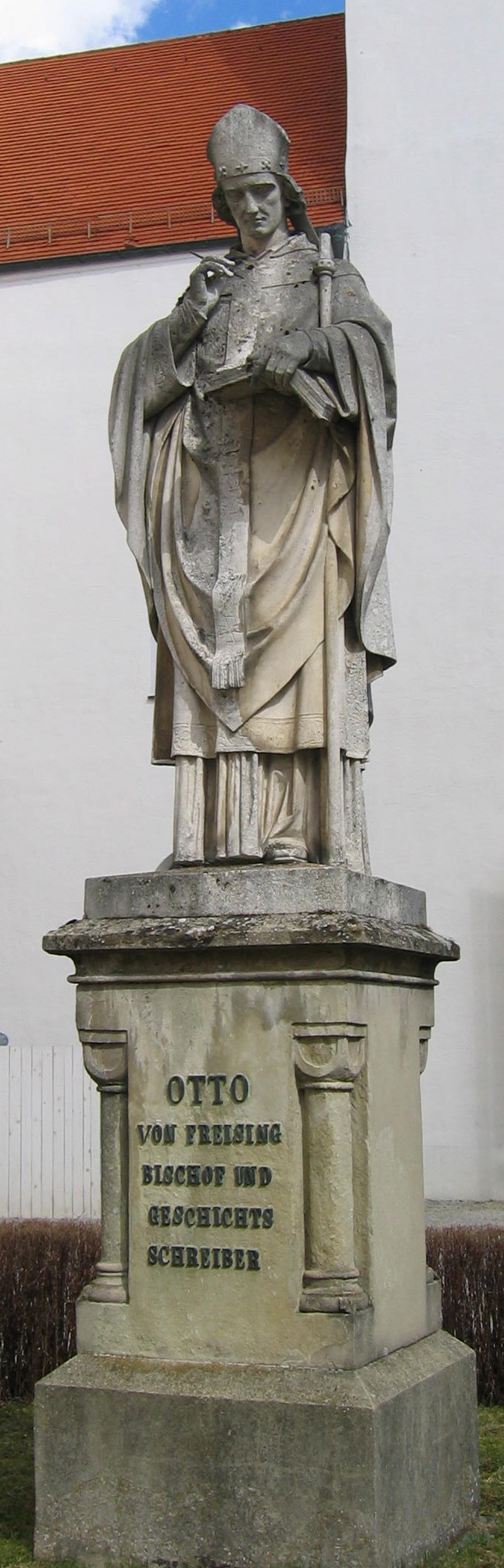
Freisingi Ottó szobra a dóm nélkül
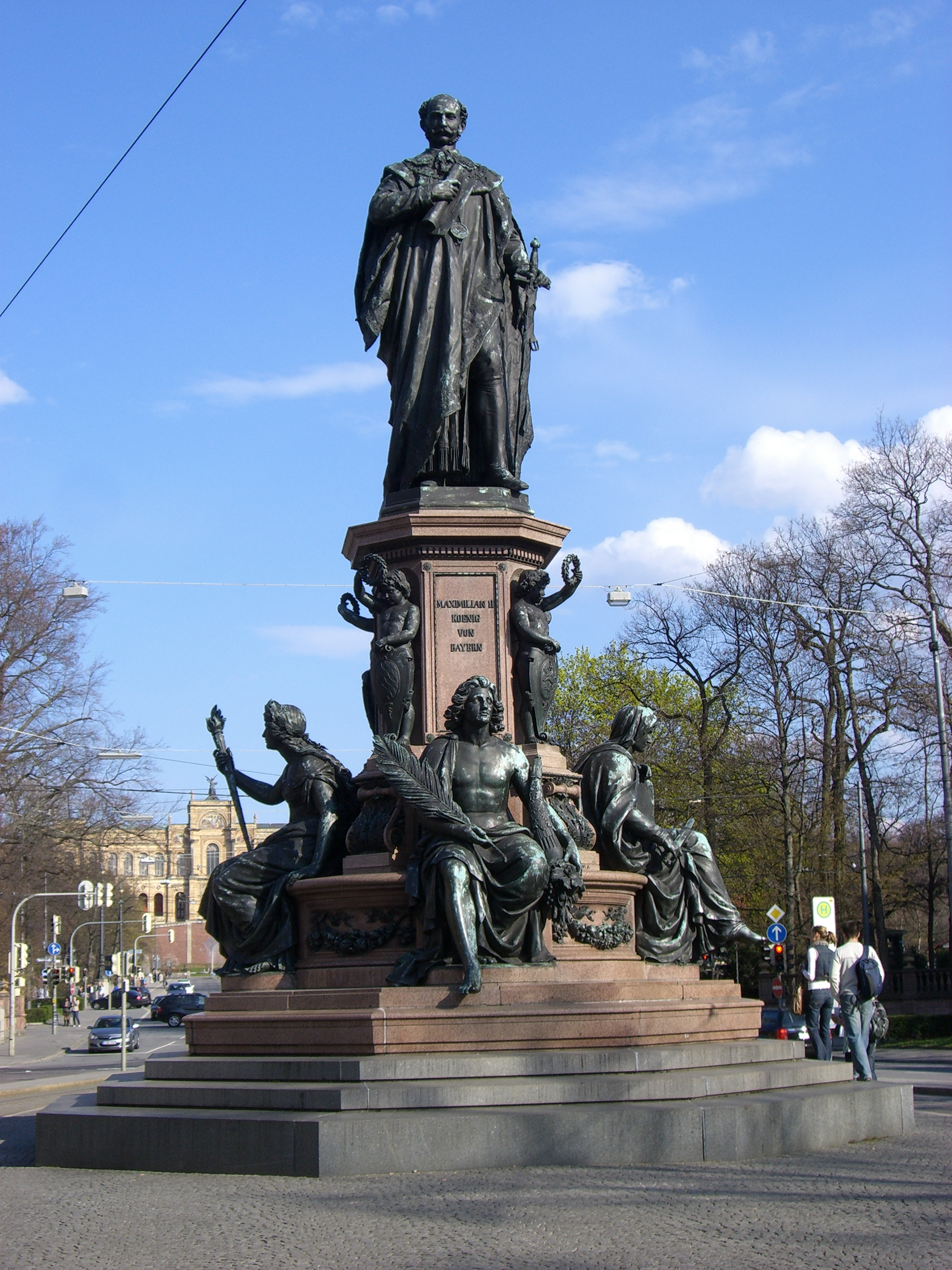
II. Miksa bajor király monumentális emlékműve Münchenben
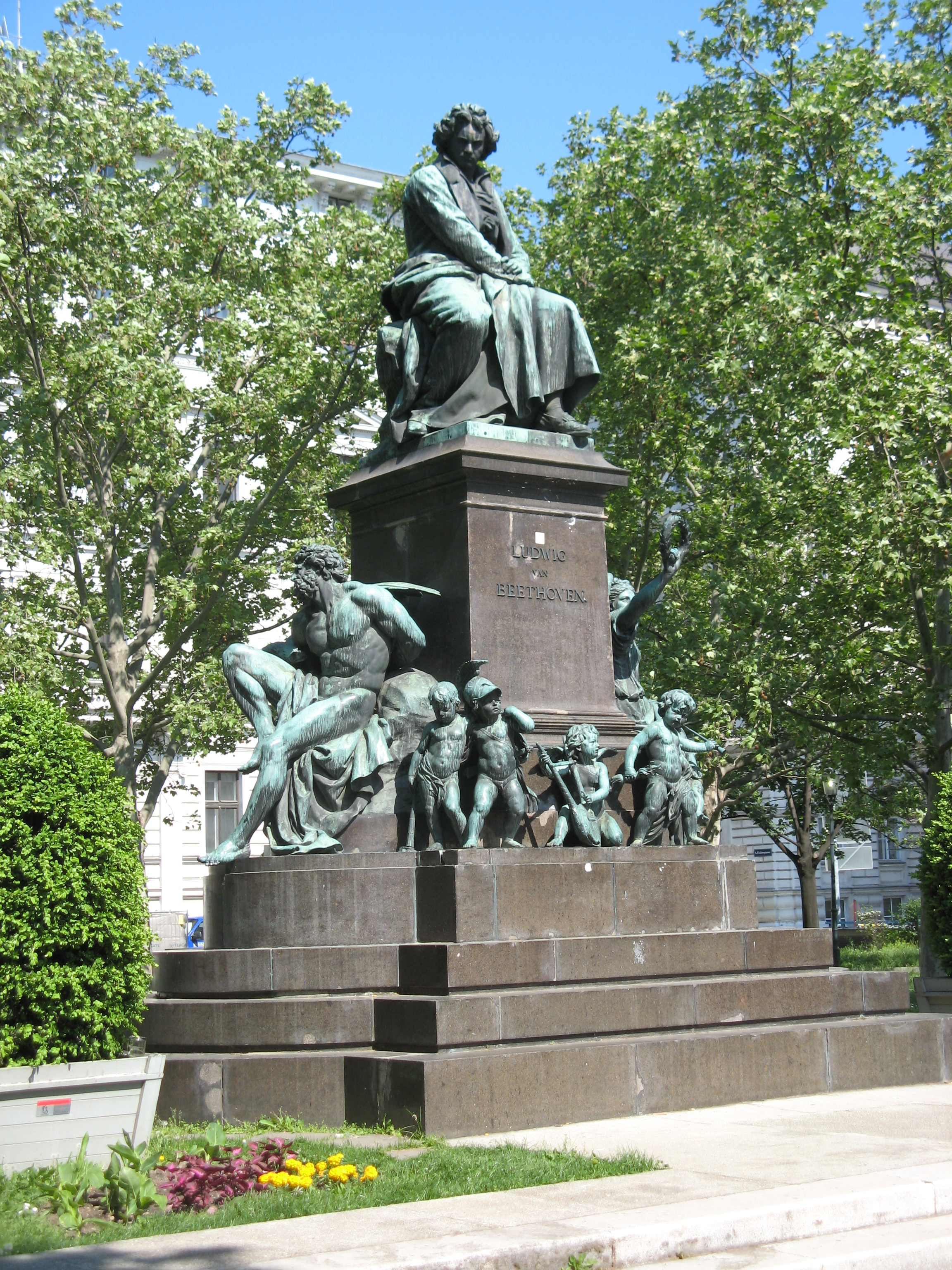
Beethoven emlékmű, Bécs
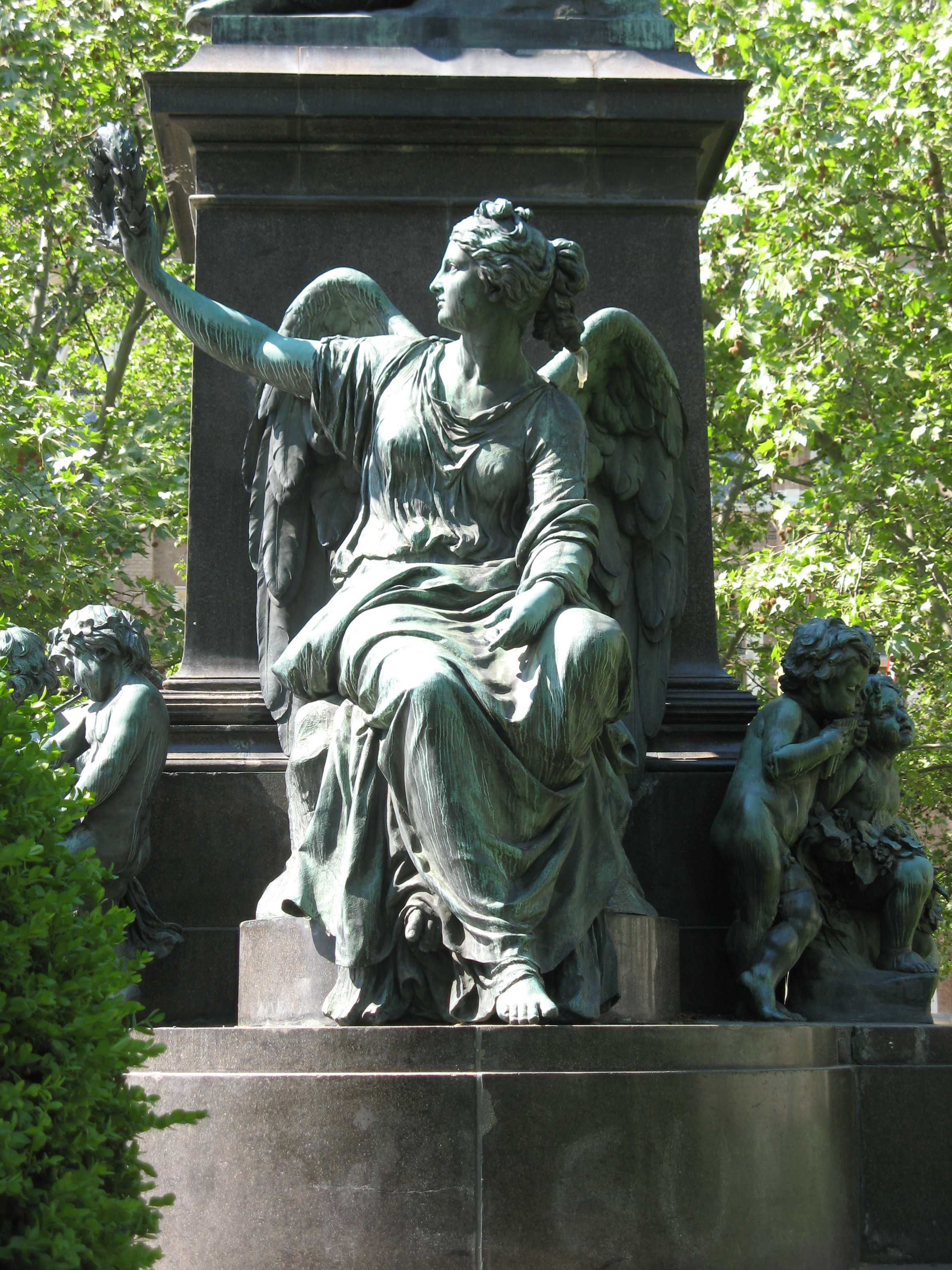
A Beethoven emlékmű egyik mellékalakja, a győzelem istennője, Viktória puttókkal
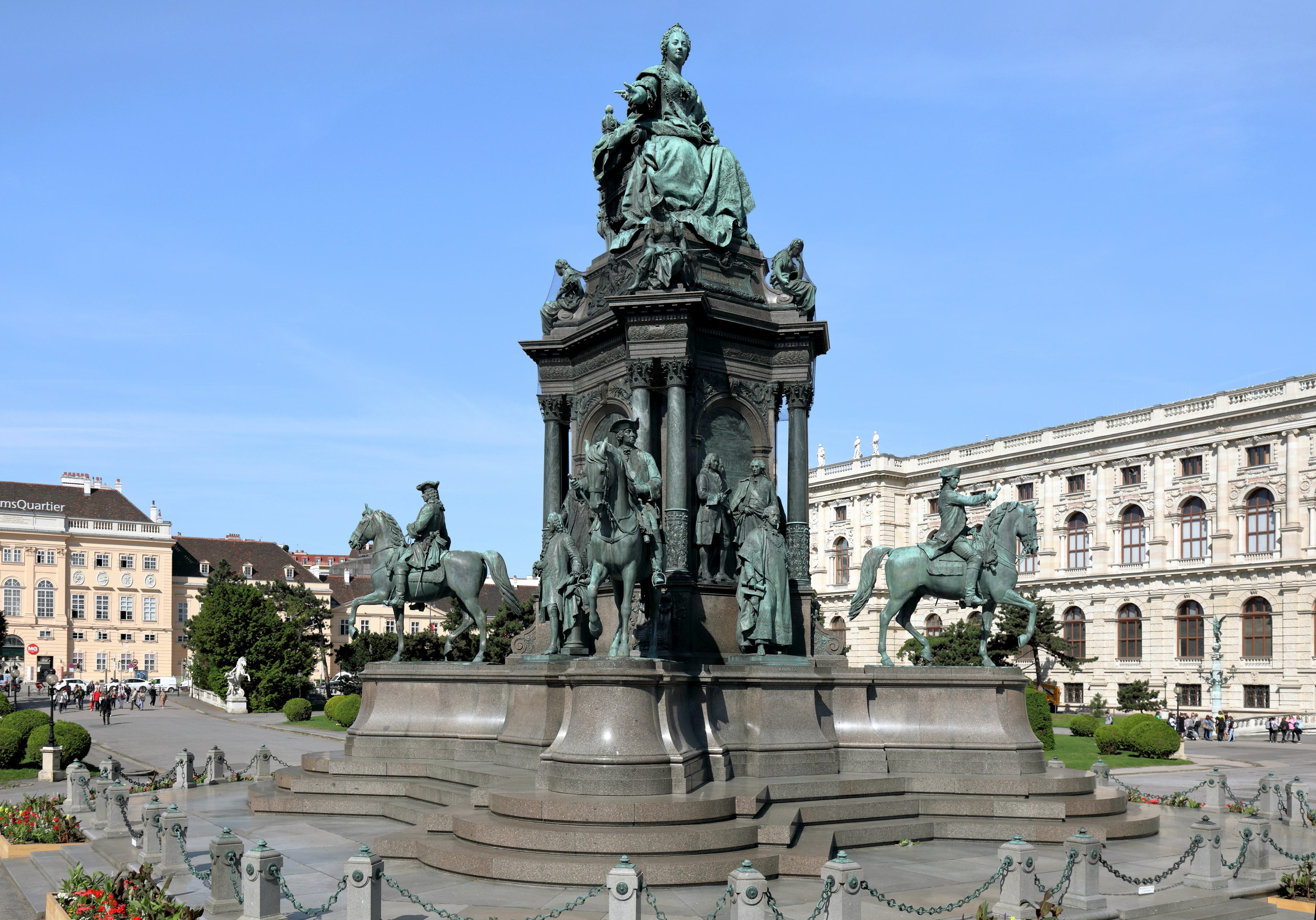
A Mária-Terézia emlékmű fényképe 2017-ból, Bécs
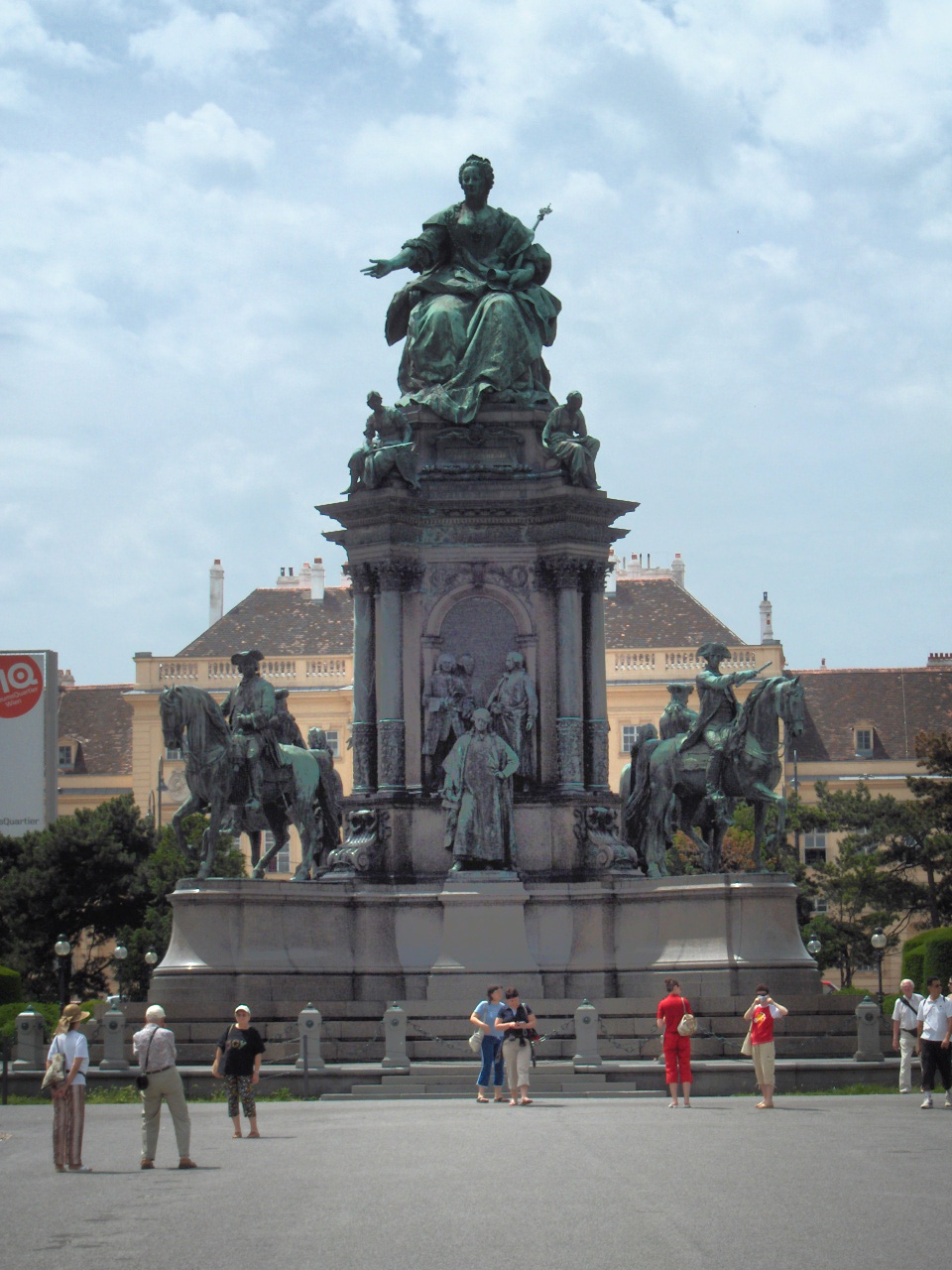
A Mária-Terézia emlékmű fényképe 2006-ból, Bécs
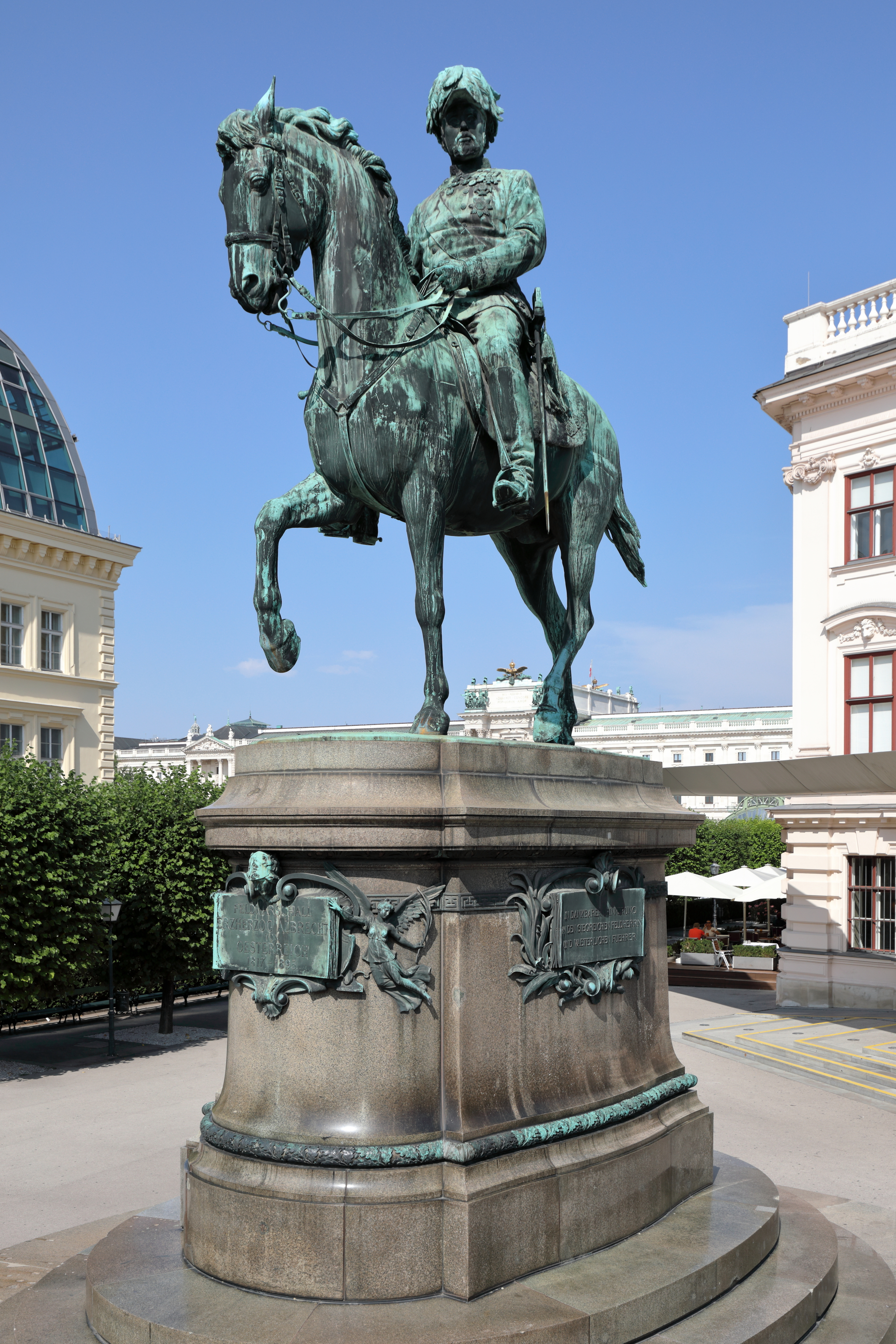
Albert herceg bronz lovas szobra a bécsi Albertina előtt